# 赵穿
趙穿（？—前607年？），晉國大夫，趙盾的堂弟（一说姪子），晉襄公之婿，因食邑被封於邯鄲城，故為邯鄲氏宗主。
公元前615年（周顷王四年），秦康公攻晋，赵盾率晋军与秦军战于河曲。晋国大夫臾骈认为秦军粮食不足，不能持久，建议坚守待战。出逃秦国的晉國大夫士会看破臾骈之计，让秦兵袭击晋营，诱赵穿出击。赵穿當時為晋襄公女婿，狂妄却不晓军事，而且不服臾骈。赵穿中计孤军出击，赵盾唯恐赵穿被俘，全力出战接应，接战后退回。夜间秦军退走。
魯宣公二年（公元前607年）九月廿六日，趙穿在桃園殺掉了晉靈公，趙盾回來，擁立公子黑臀為君，是為晋成公。大史董狐書曰：“趙盾弒其君夷皋。”孔子以其“書法不隱”，讚為“古之良史”；然而事實上，弒殺晉靈公夷皋的，是趙穿而非趙盾，董狐暗示是趙盾指使趙穿弒殺晉靈公夷皋的。赵穿死在趙盾之前，有儿子赵旃。

## 参見
- 趙盾
- 晉國